# Thomas Dechant

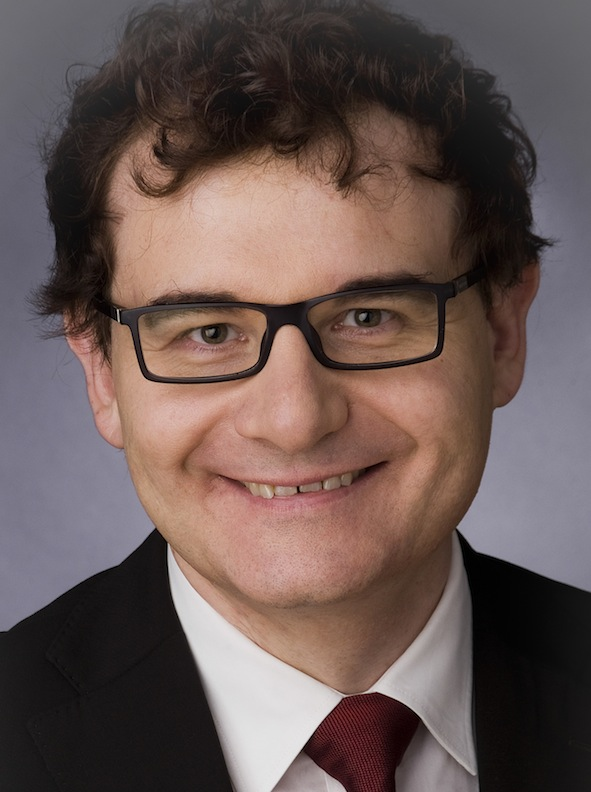
Thomas Dechant Januar 2014

Thomas Dechant (* 10. März 1968 in München) ist ein deutscher Unternehmer und Politiker. Er war Oktober 2008 bis September 2013 Mitglied des Bayerischen Landtags (FDP).

## Leben
Thomas Dechant arbeitete nach seinem Berufsabschluss als Fernmeldetechniker u. a. bei der Siemens AG und als EDV-Servicetechniker bei mehreren Firmen. Zuletzt war er IT-Leiter in einer Krankenhausgruppe. 1998 machte er sich selbständig und gründete 2001 die A-PC Informations. GmbH & Co KG, deren Geschäftsführer er seitdem ist.
Thomas Dechant ist seit 2012 auch Gesellschafter und Geschäftsführer der Opitz Dechant GmbH.
Seit 2000 ist Thomas Dechant Eigentümer eines landwirtschaftlichen Betriebs. Der Betrieb ist im Moment verpachtet. Thomas Dechant betreibt seit 2010 auch eine Photovoltaikanlage auf den Gebäuden des landwirtschaftlichen Betriebs.
Er hat eine Tochter.

## Politik
Thomas Dechant war von 2002 bis September 2013 Mitglied der FDP Bayern. Von 2008 bis 2012 leitete er den FDP-Landesfachausschuss Ernährung, Landwirtschaft, Forsten und Verbraucherschutz. Von 2007 bis 2008 war er Bezirksgeschäftsführer der FDP Oberpfalz.
Seit der bayerischen Kommunalwahl am 18. März 2008 ist er Mitglied des Kreistags von Regensburg. 
Über die Bezirksliste Oberpfalz wurde er bei der Landtagswahl 2008 in den Bayerischen Landtag gewählt. In seinem Direktstimmkreis 305 Regensburger-Land, Schwandorf belegte er mit 3.782 Erststimmen (7,1 %) den vierten Platz.
Er war im Landtag Mitglied im Ausschuss Ernährung, Landwirtschaft und Forsten und war stellvertretender Vorsitzender des Ausschusses für Bundes- und Europaangelegenheiten.
Thomas Dechant hat, wie bereits im April 2013 angekündigt, die FDP im September 2013 verlassen und hat 2013 nicht mehr für den Landtag in Bayern kandidiert.
Thomas Dechant engagiert sich seit 2014 politisch für die Freien Wähler auf kommunaler Ebene.
Thomas Dechant kandidiert 2014 für die Freien Wähler in seiner Heimatgemeinde Regenstauf als Bürgermeister. Er trat bei den Freien Wählern für den Marktrat in Regenstauf an und kandidierte erneut für den Kreistag im Landkreis Regensburg.
Thomas Dechant wurde mit 22701 Stimmen wieder in den Kreistag des Landkreises Regensburg gewählt. Bei seiner ersten Wahl 2008 brachte er es auf 7519 Stimmen.  